# جلان غينر الثالث
جلان غينر الثالث هو سياسي أمريكي، ولد في 26 فبراير 1960 في باركرسبورغ في الولايات المتحدة. نشط حزبياً في الحزب الديمقراطي.